# Podvrženec
Podvrženec (v anglickém originále The Changeling) je třetí díl druhé řady seriálu Star Trek. Premiéra epizody proběhla 29. září 1967.

## Příběh
Hvězdného data 3541.9 se kosmická loď USS Enterprise NCC-1701 pod vedením kapitána Jamese Tiberius Kirka setkává s neznámou existencí, která na ní útočí. Po pokusu o kontakt se neznámý objekt identifikuje jako Nomád. Přístroje uvádí, že jde o bezmála 500 kg těžkou, asi metr velkou loď. Pro její rozměry je možné jí přenést na palubu. Záhy se ukazuje, že nejde o kosmickou loď, ale o samostatný přístroj, snad sondu. Mluvící předmět se opakovaně identifikuje jako Nomád, což je také jméno sondy, kterou lidstvo vyslalo do vesmíru před staletími. Podle dostupných informací však byla zničena.
Nomád nemá problém se pohybovat po lodi a když zjistí, že kapitán Kirk pochází ze Země, identifikuje jej jako stvořitele. Pan Spock vysvětluje svou teorii, že může skutečně jít o sondu Nomád, která se sama opravila nebo jí někdo opravil a značně vylepšil. K záměně za stvořitele zřejmě došlo díky podobnosti jmen Kirk a skutečným stvořitelem Dr. Roykirkem. Nomád udává, že jeho cílem je sterilizace od zbytečného biologického zamoření, resp. likvidovat cokoliv živé a zároveň nedokonalé. Jenom díky jeho omylu tak prozatím nemá v plánu zabít posádku Enterprise, ačkoliv jednotlivé „jednotky“ (členy posádky) považuje za velmi primitivní. Při chvilce nepozornosti se Nomád svévolně vydá na můstek, kde se dožaduje vysvětlení od poručíka Uhury, co je to zpěv. Když ta není schopna to popsat, Nomád používá zvláštní paprsek, který Uhuru paralyzuje. Proti přístroji vykročí šéfinženýr Scott, ale ihned po dotyku je zabit. Nomád upozorňuje Kirka, coby svého domnělého stvořitele, že jednotka Scott je nedokonalá, ale může jí opravit. Po nahrání potřebných dat skutečně Scottyho přivádí zpět k životu. Nedokáže však už pomoci Uhuře, která má vymazanou paměť svého mozku a musí se vše naučit znovu.
Při Spockově spojení myslí vychází najevo, že Nomád je původní sonda z planety Země, která byla poškozena a "opravena" neznámou civilizací. Její původní úkol byl sběr a sterilizace vzorků z různých planet. Po opravě poškozeného paměťového bloku se však tento úkol změnil na sterilizaci všeho nedokonalého. Když Nomád opět opustí celu a zvýší maximální výkon warp pohonu o 57%, Kirk mu omylem přiznává, že sám je biologická jednotka a Nomád se rozhoduje přehodnocovat. Spock zmiňuje, že patrně bude přehodnocovat pozici Kirka, jako svého stvořitele. Navíc Nomád uvedl, že se chce vrátit do místa startu, což je Země, která je momentálně dle jeho logiky zamořena biologickými jednotkami. Nomád si projde lékařskou složku kapitána Kirka a dojde k závěru, že Enteprise je prostě zamořena biologickými jednotkami včetně stvořitele a vypne systémy podpory života. Aby Kirk zachránil svou posádku, uvádí, že stvoření Nomáda byla chyba. Nomád protestuje, protože v programu má uvedeno, že je dokonalý. Když mu Kirk vyjmenuje několik jeho chyb, počínaje záměnou stvořitele Roykirka s ním, Nomád tuto skutečnost připouští. Tím se však zamotá do svých primárních programů, protože uznává sám sebe jako nedokonalého, ale zároveň musí vykonat základní funkci - sterilizace všeho nedokonalého.
Nomád je částečně vyřazen z provozu a Kirk dává rozkaz přenést jej gravitačním zařízením do transportéru. Jako stvořitel mu dává za úkol bezchybně vyplnit základní funkci a nechává jej vypustit do vesmíru, kde Nomád exploduje. Tento postup obdivuje především pan Spock, protože jde podle něj o bezchybnou ukázku logiky.